# Рід (біологія)

Співвідношення основних таксономічних рангів

Рід (лат. genus) — основна надвидова категорія в біологічній систематиці, що поєднує соматично споріднені види. Наприклад, різні види берез (повисла, пухнаста та ін.) поєднують у рід береза (Betula).
Наукову назву роду позначають одним латинським словом. В складі одного царства кожен рід повинен мати свою унікальну назву. Хоча припустимо, щоб однією назвою позначалися роди з різних царств, як Міжнародний кодекс ботанічної номенклатури так і Міжнародний кодекс зоологічної номенклатури радять уникати подібних випадків.
До складу роду може входити від одного виду (так званий монотиповий рід) до сотень і навіть тисяч видів (серед рослин і комах). Роди з кількома видами можуть поділятися на підроди, які поєднують особливо близькі між собою види.
Роди входять до складу родин, але між цими категоріями часто виділяють ще й проміжні — триби та підродини.
В палеоботаніці, окрім звичайних родів, виділяють також орган-роди та формальні роди.

## Цікавий факт

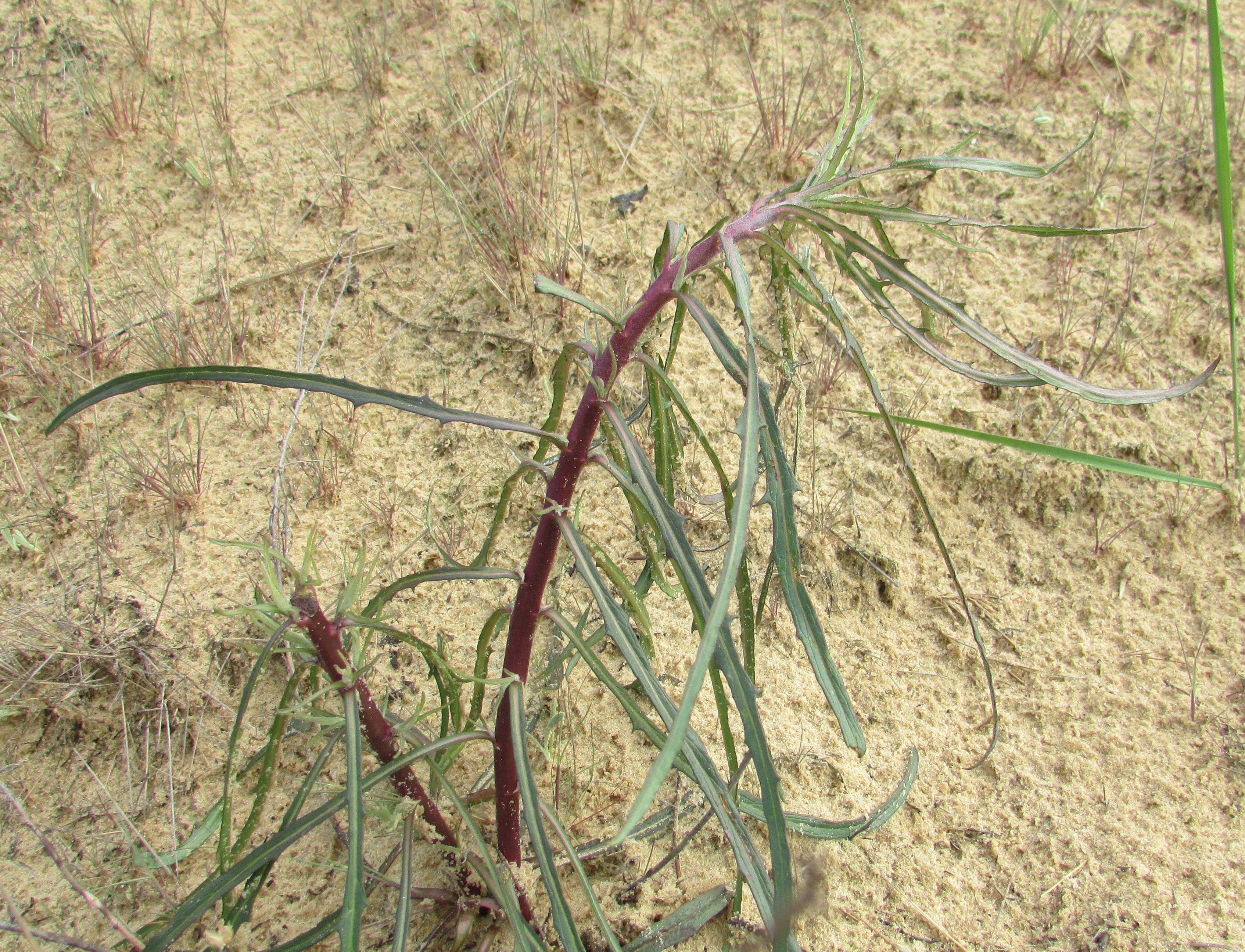
Нечуйвітер вузьколистий (Hieracium filifolium) у Олешківських пісках (Херсонська область). Травень 2021 року

Один з найбільших родів рослин — нечуйвітер (Hieracium). Вперше відокремлений Карлом Ліннеєм, він тоді складався з лише 26 видів, причому деякі з них згодом «відійшли» до інших родів. Зараз вчені визнають у складі роду 2 240 (!) видів рослин. 142 з них зареєстровані у складі флори України